# 애벌랜치 포토다이오드
애벌랜치 포토다이오드(avalanche photodiode, 애벌란시 포토다이오드, 어발란체 포토다이오드, 아밸랜츠 포토다이오드, APD)는 광전 효과를 활용하여 빛을 전기로 변환하는 고감도 반도체 포토다이오드 검출기이다. 기능적인 관점에서 보면 광전 증폭관의 반도체 아날로그로 간주될 수 있다. 애벌랜치 포토다이오드는 1952년 일본인 엔지니어 니시자와 준이치에 의해 발명되었다. 그러나 애벌랜치 항복, 실리콘 및 게르마늄의 마이크로플라즈마 결함에 대한 연구, p-n 접합을 사용한 광학 검출에 대한 연구가 이 특허보다 먼저 이루어졌다. APD의 일반적인 응용 분야는 레이저 거리 측정기, 장거리 광섬유 통신 및 제어 알고리즘을 위한 양자 감지이다. 새로운 응용 분야에는 양전자 방출 단층촬영 및 입자물리학이 포함된다.

## 같이 보기
- 애벌란시 다이오드
- 애벌란시 항복

## 추가 문헌
- Avalanche photodiode – A User Guide
- Avalanche Photodiode – Low noise APD receivers
- Kagawa, S. (1981). “Fully ion-implanted p+-n germanium avalanche photodiodes”. 《Applied Physics Letters》 38 (6): 429–431. Bibcode:1981ApPhL..38..429K. doi:10.1063/1.92385.gh
- Hyun, Kyung-Sook; Park, Chan-Yong (1997). “Breakdown characteristics in InP/InGaAs avalanche photodiode with p-i-n multiplication layer structure”. 《Journal of Applied Physics》 81 (2): 974. Bibcode:1997JAP....81..974H. doi:10.1063/1.364225.
- Selecting the right APD
- Pulsed Laserdiodes and Avalanche Photodiodes for Industrial Applications
- Excelitas Technologies Photonic Detectors